# Green WorldZ
Green WorldZ è un manga scritto e disegnato da Yūsuke Ōsawa, pubblicato tra 2013 e 2016 su Manga Box, un'applicazione sviluppata da DeNA. Il manga conta in totale 114 capitoli racchiusi in otto volumi. 

## Trama
Mentre sta viaggiando in metropolitana il giovane studente Akira Uraba vi rimane bloccato per un blackout. Dopo ore di attesa i passeggeri vengono fatti scendere e a piedi raggiungono la stazione più vicina, trovandola piena di gente terrorizzata. Decidono quindi di uscire e solo allora trovano tutta la superficie travolta da piante, non innocue, perché già molte sono le vittime da esse falcidiate. Inutilmente Akira cerca di salvare un bambino, inghiottito da una delle piante.  Trascinato via a forza, ora ha un solo obbiettivo: sopravvivere e trovare la ragazza che ama, Yui. 